# 5 de dezembro
5 de dezembro é o 339.º dia do ano no calendário gregoriano (340.º em anos bissextos). Faltam 26 dias para acabar o ano.

## Eventos históricos

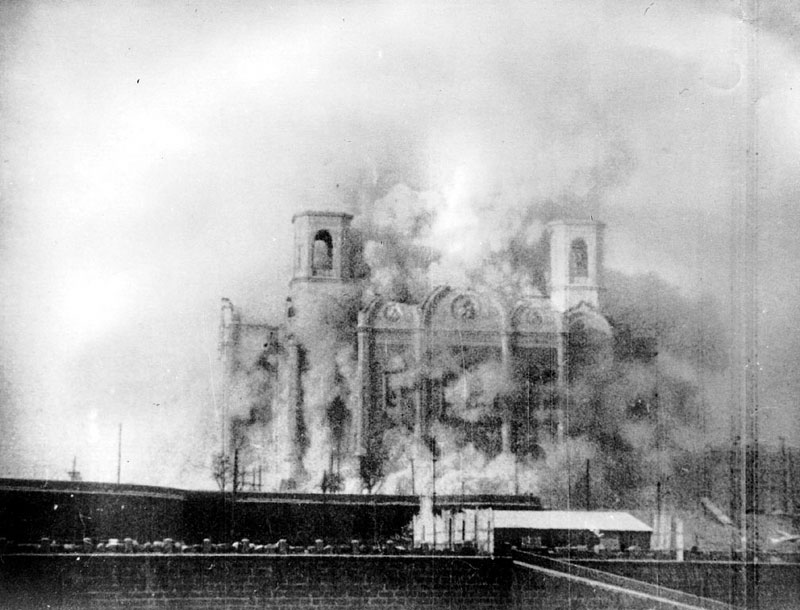
1931: Destruição da Catedral de Cristo Salvador em Moscou

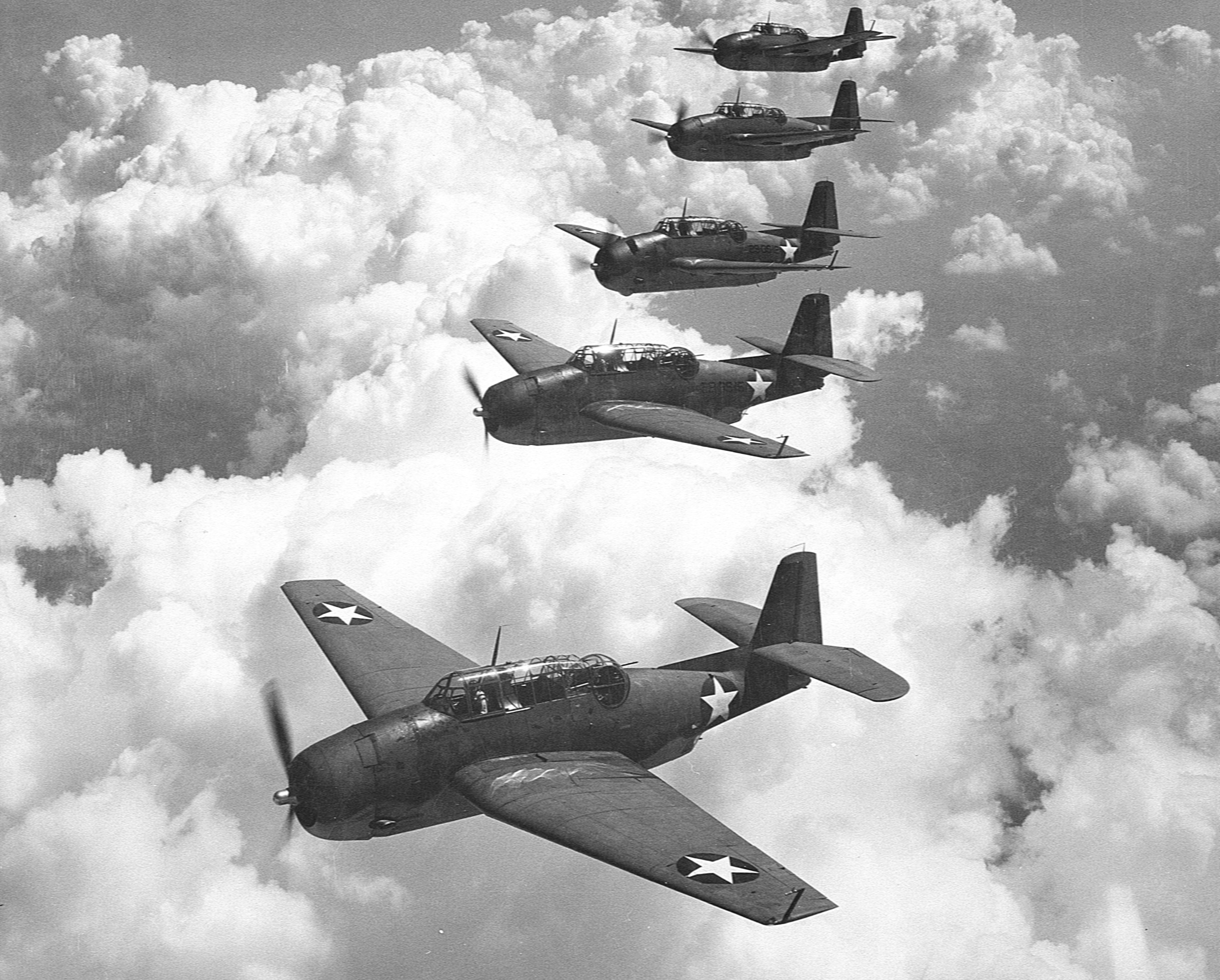
1945: o Voo 19 desaparece no Triângulo das Bermudas

- 0063 a.C. — Cícero faz o quarto e final discurso das Catilinárias.
- 0633 — Ocorre o Quarto Concílio de Toledo.
- 1033 — O terremoto no Vale do Rift do Jordão destrói várias cidades em todo o Levante, desencadeia um tsunami e mata milhares de pessoas.
- 1082 — Raimundo Berengário II de Barcelona é assassinado.
- 1456 — O primeiro de dois terremotos medindo Mw 7,2 atinge a Itália, causando destruição extrema e matando mais de 70 000 pessoas.[1]
- 1484 — O Papa Inocêncio VIII emite a Summis Desiderantis Affectibus, uma bula pontifícia na qual nomeia Heinrich Kraemer e James Sprenger como inquisidores para erradicar a alegada bruxaria na Alemanha.
- 1492 — Cristóvão Colombo se torna o primeiro europeu a pisar na ilha de Hispaniola (atual Haiti e República Dominicana).
- 1496 — O rei Dom Manuel I assina o decreto de expulsão dos mouros e judeus de Portugal.[2]
- 1560 — Carlos IX de treze anos de idade, torna-se rei da França, com a rainha-mãe Catarina de Médici como regente.
- 1570 — Promulgada a Missa Tridentina pelo Papa Pio V.
- 1578 — Sir Francis Drake, depois de navegar pelo Estreito de Magalhães invade Valparaíso.[3]
- 1792 — Começa, na Assembleia Nacional, o julgamento do rei Luis XVI, durante a Revolução Francesa.
- 1812 — Napoleão Bonaparte abandona seu exército em difíceis condições na Rússia e retorna a Paris.
- 1848 — Corrida do ouro na Califórnia: em uma mensagem ao Congresso dos Estados Unidos, o presidente dos Estados Unidos, James K. Polk, confirma que grandes quantidades de ouro foram descobertas na Califórnia.
- 1889 — A Família Imperial Brasileira chega a Lisboa após deixar o Brasil devido à Proclamação da República e marcado o fim do Império do Brasil.
- 1904 — A esquadra russa é destruída em Port Arthur pelos japoneses. O Japão sairia vencedor da guerra contra a Rússia.
- 1908 — É fundada a Cruz Vermelha no Brasil.
- 1914 — Inicia-se a Expedição Imperial Transantártica na tentativa de fazer a primeira travessia terrestre da Antártica.[4]
- 1917 — Golpe de Estado de Dezembro de 1917 que desembocaria na assunção do poder (governo e presidência) por parte de Sidónio Pais, em Portugal.
- 1931 — Catedral de Cristo Salvador em Moscou é destruída por uma ordem de Josef Stalin.
- 1934 — Crise da Abissínia: tropas italianas atacam Wal Wal na Abissínia, levando quatro dias para capturar a cidade.
- 1936 — A União Soviética adota uma nova constituição e a República Socialista Soviética Quirguiz é criada como uma República da União Soviética.
- 1941
  - Durante a Segunda Guerra Mundial, a Grã-Bretanha declara guerra a Romênia, Finlândia e Hungria.
  - Segunda Guerra Mundial: na Batalha de Moscou, Gueorgui Júkov lança um maciço contra-ataque soviético contra o exército alemão.
- 1943 — Segunda Guerra Mundial: forças aéreas aliadas começam a atacar as bases secretas de armas da Alemanha na Operação Crossbow.
- 1944 — Segunda Guerra Mundial: tropas Aliadas tomam Ravena na Itália.
- 1945 — Segunda Guerra Mundial: o Voo 19, uma esquadrilha de cinco aviões Grumman TBF Avenger, desaparece no Triângulo das Bermudas, em um dos mistérios da aviação mais famosos da história.
- 1946 — Nova York é eleita sede permanente das Nações Unidas.
- 1952 — Grande Nevoeiro: um nevoeiro frio desce sobre Londres, combinando-se com a poluição do ar e matando pelo menos 12 000 pessoas nas semanas e meses seguintes.
- 1956 — Forças britânicas e francesas se retiram do canal de Suez no Egito.
- 1957 — Sukarno, líder nacionalista da Indonésia, exige a expulsão de todos os holandeses do país.
- 1960 — Gana rompe relações diplomáticas com a Bélgica.
- 1964 — Lloyd John Old descobre a primeira ligação entre o complexo principal de histocompatibilidade (MHC) e a doença - leucemia de camundongo - abrindo caminho para o reconhecimento da importância do MHC na resposta imune.
- 1967 — É criada a Funai - Fundação Nacional do Índio - no Brasil.
- 1971 — A URSS veta, no Conselho de Segurança da ONU, a resolução que previa o cessar-fogo entre a Índia e o Paquistão, no conflito de Caxemira.
- 1977 — O Egito rompe ligações diplomáticas com a Síria, a Líbia, a Argélia, o Iraque e o Iêmen do Sul. Estes países eram contra a negociação de paz entre Egito e Israel - posteriormente o panorama político mudou.
- 1978 — É aprovada a resolução que determina a instituição do Sistema Monetário a 13 de maio de 1979, segundo acordo dos bancos centrais dos países da CEE.
- 1983 — É dissolvida a Junta Militar da Argentina. O general Reynaldo Bignone é nomeado presidente provisional, até que Raul Alfonsin assuma o posto.
- 1985 — O Reino Unido abandona a UNESCO.
- 1991 — Leonid Kravchuk é eleito o primeiro presidente da Ucrânia.
- 1994
  - A Ucrânia adere ao Tratado de não-proliferação nuclear e promete se desfazer de ogivas herdadas da antiga União Soviética.
  - Entra em vigor o Tratado de Desarmamento Estratégico, START I, assinado em 1991 entre os Estados Unidos e a URSS.
- 1995 — Guerra civil do Sri Lanka: o governo do Sri Lanka anuncia a conquista do reduto tâmil de Jaffna.
- 2006 — O comandante Frank Bainimarama, apoiado pelas Forças Armadas, lidera um golpe de Estado em Fiji, derrubando o presidente Josefa Iloilo e o primeiro-ministro Laisenia Qarase.
- 2014 — Voo teste de exploração 1, é lançado o primeiro voo teste da Orion.
- 2017 — O Comitê Olímpico Internacional proíbe a Rússia de competir nas Olimpíadas de Inverno de 2018 por doping nas Olimpíadas de Inverno de 2014.

## Nascimentos

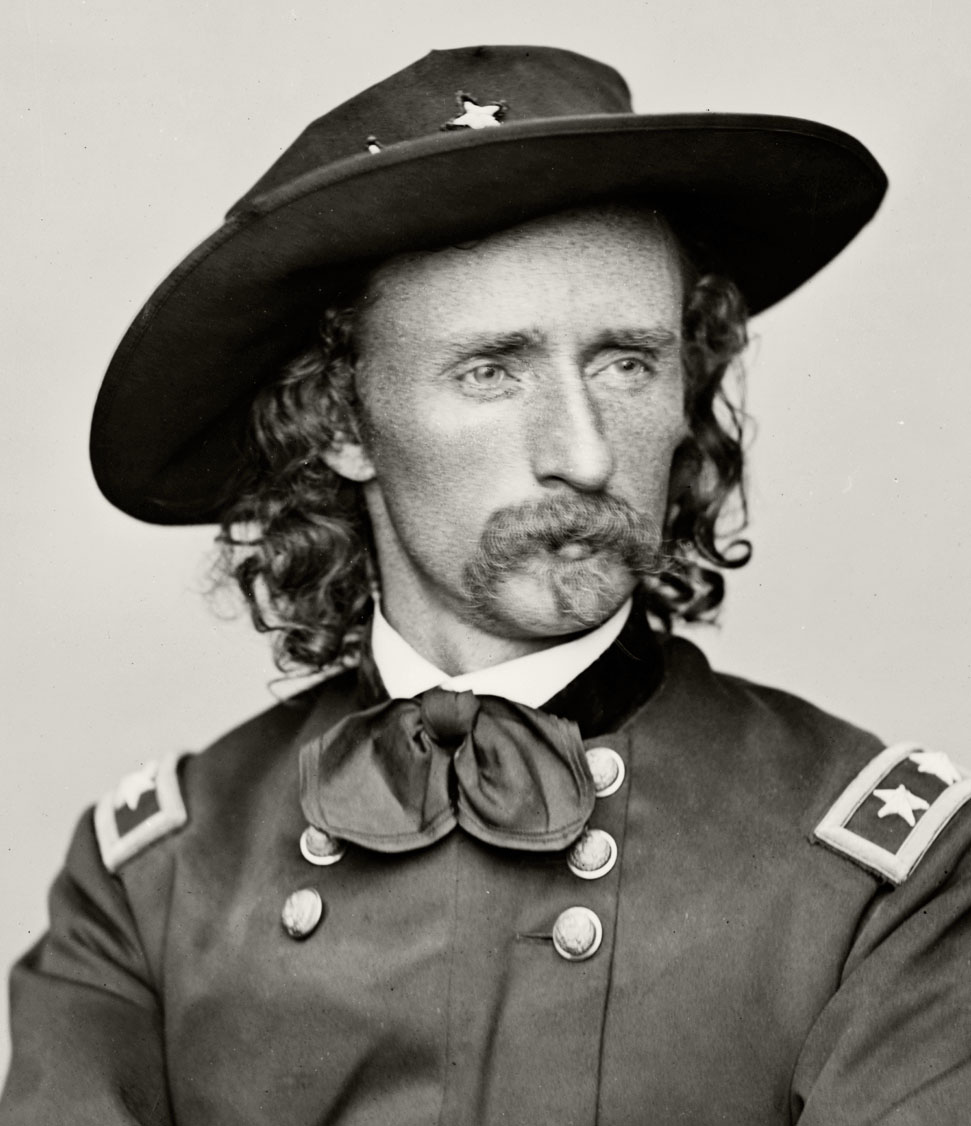
George Armstrong Custer

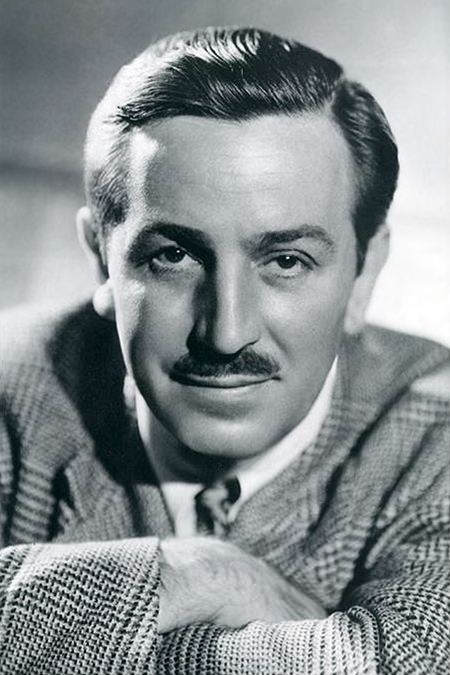
Walt Disney

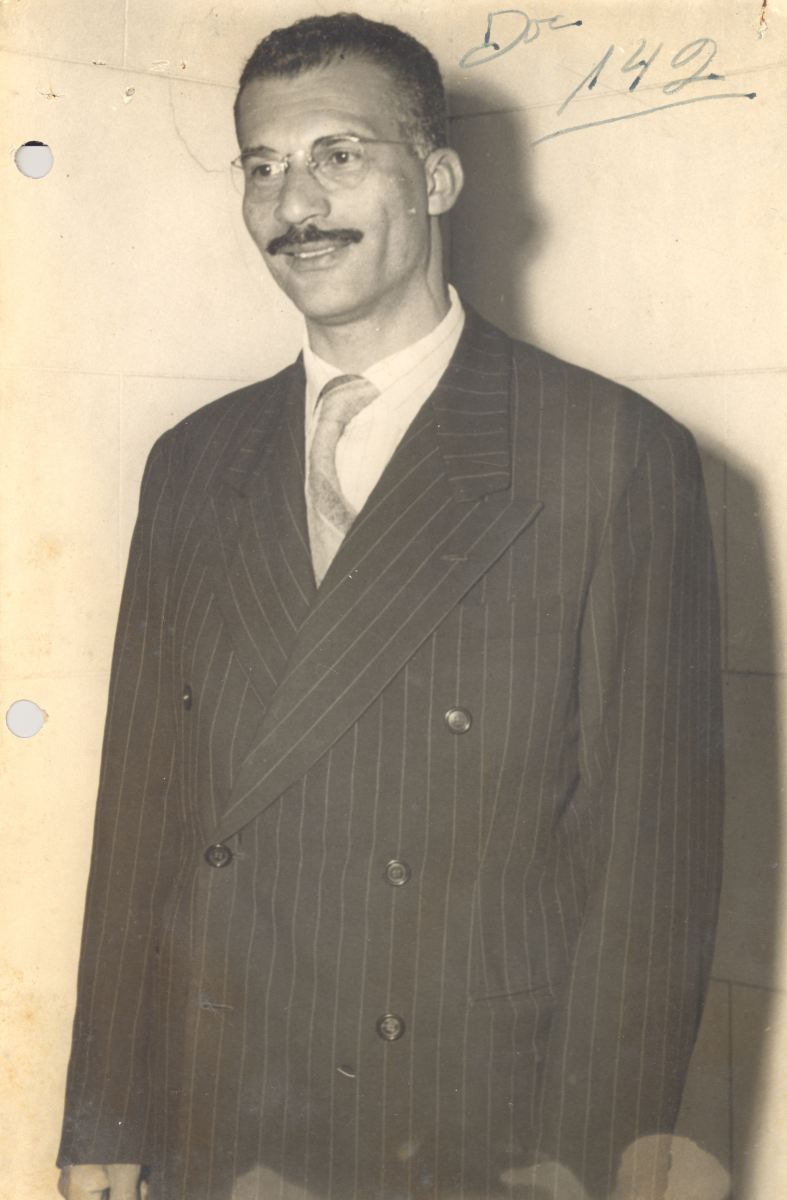
Carlos Marighella

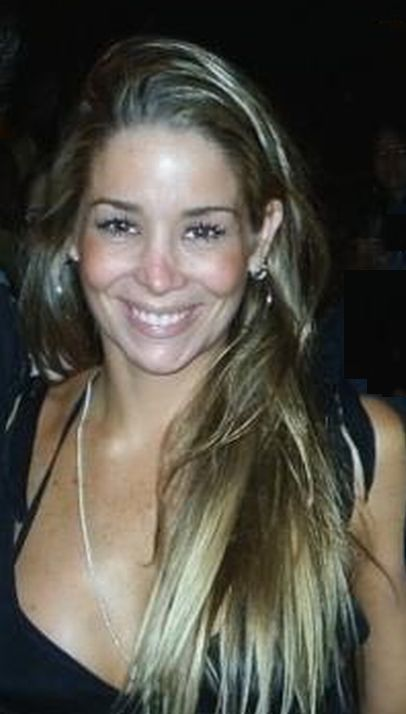
Danielle Winits

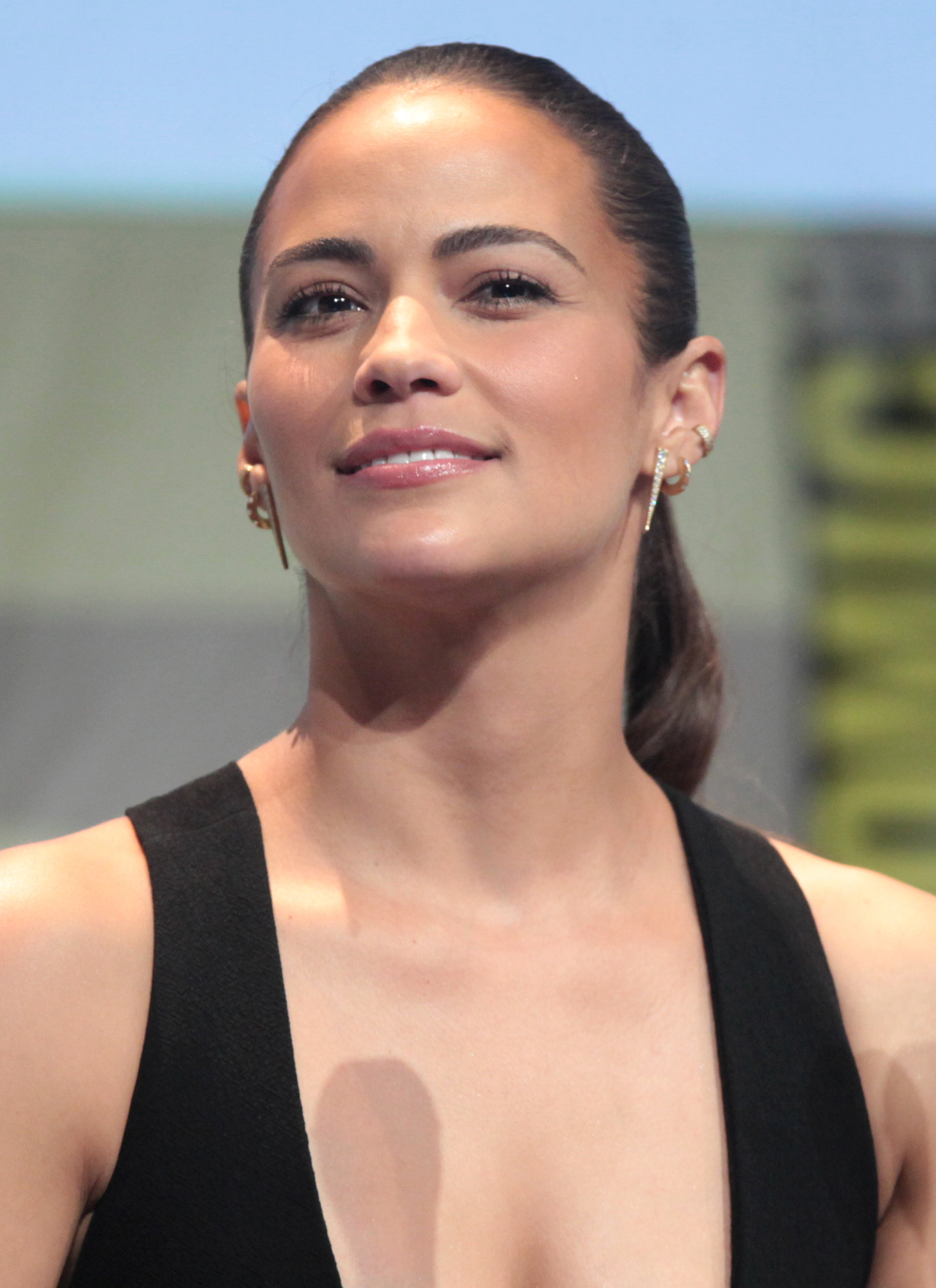
Paula Patton

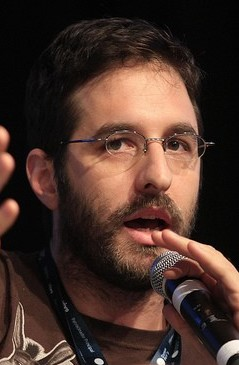
Rafinha Bastos

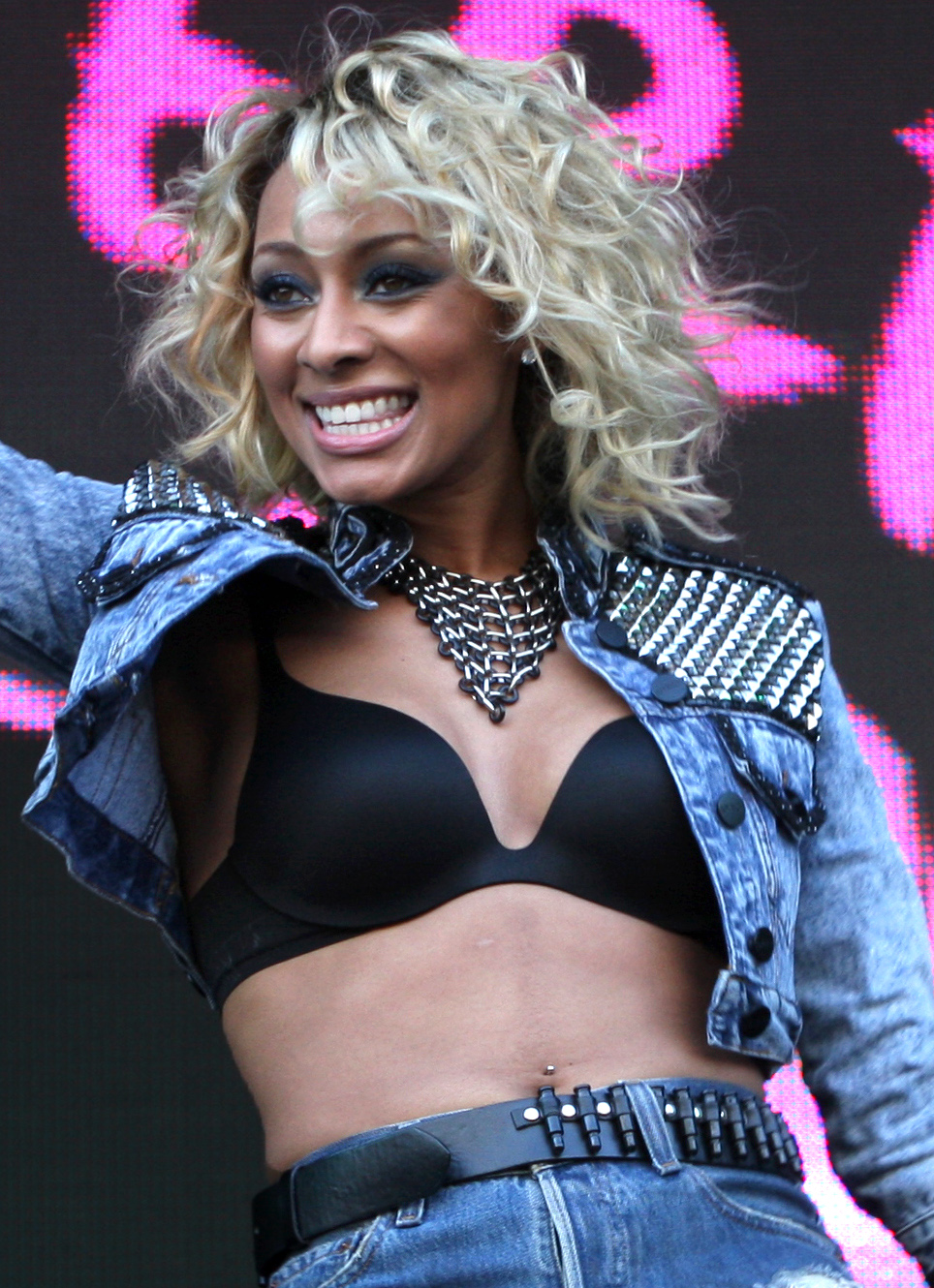
Keri Hilson

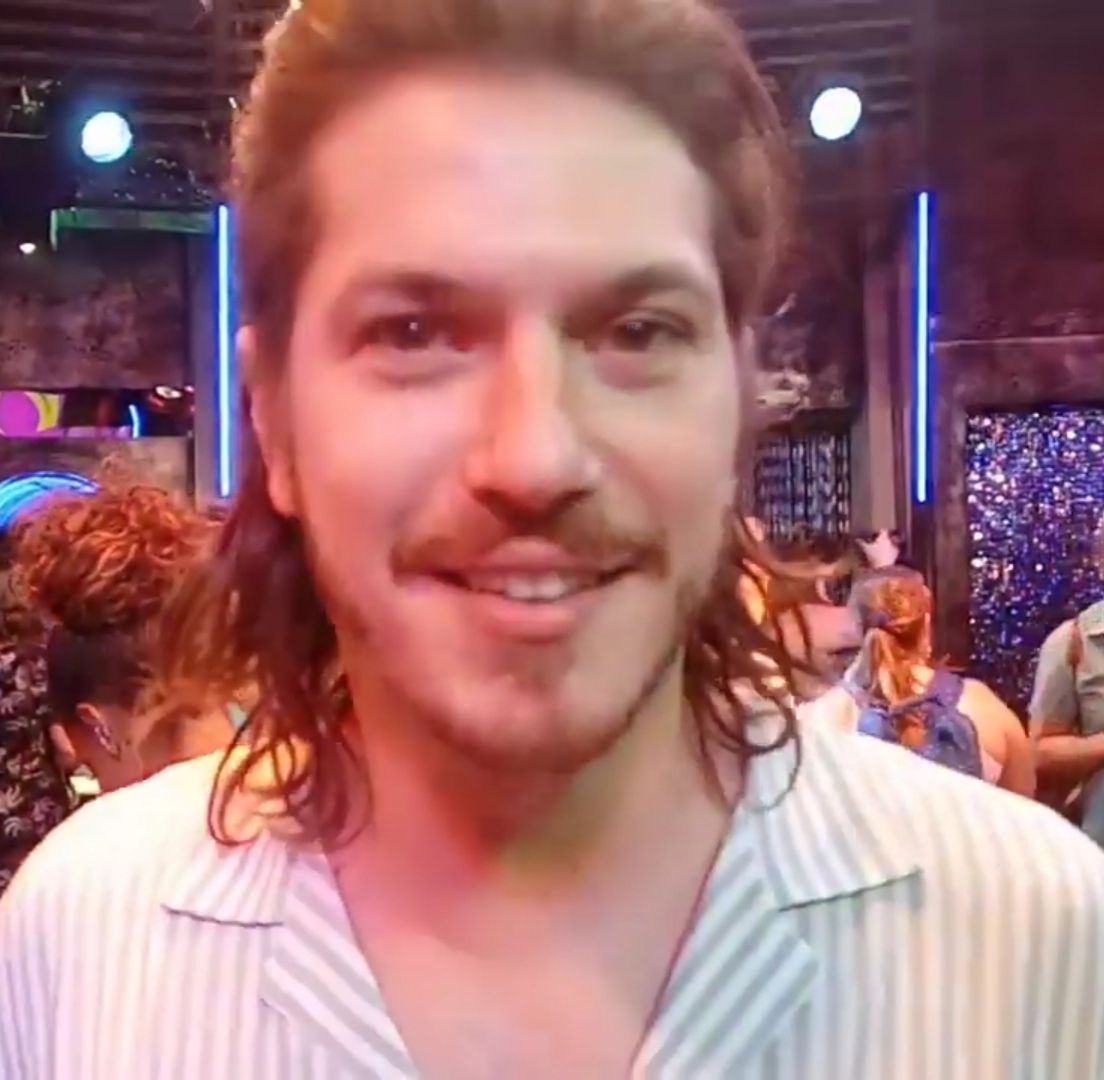
Caio Paduan

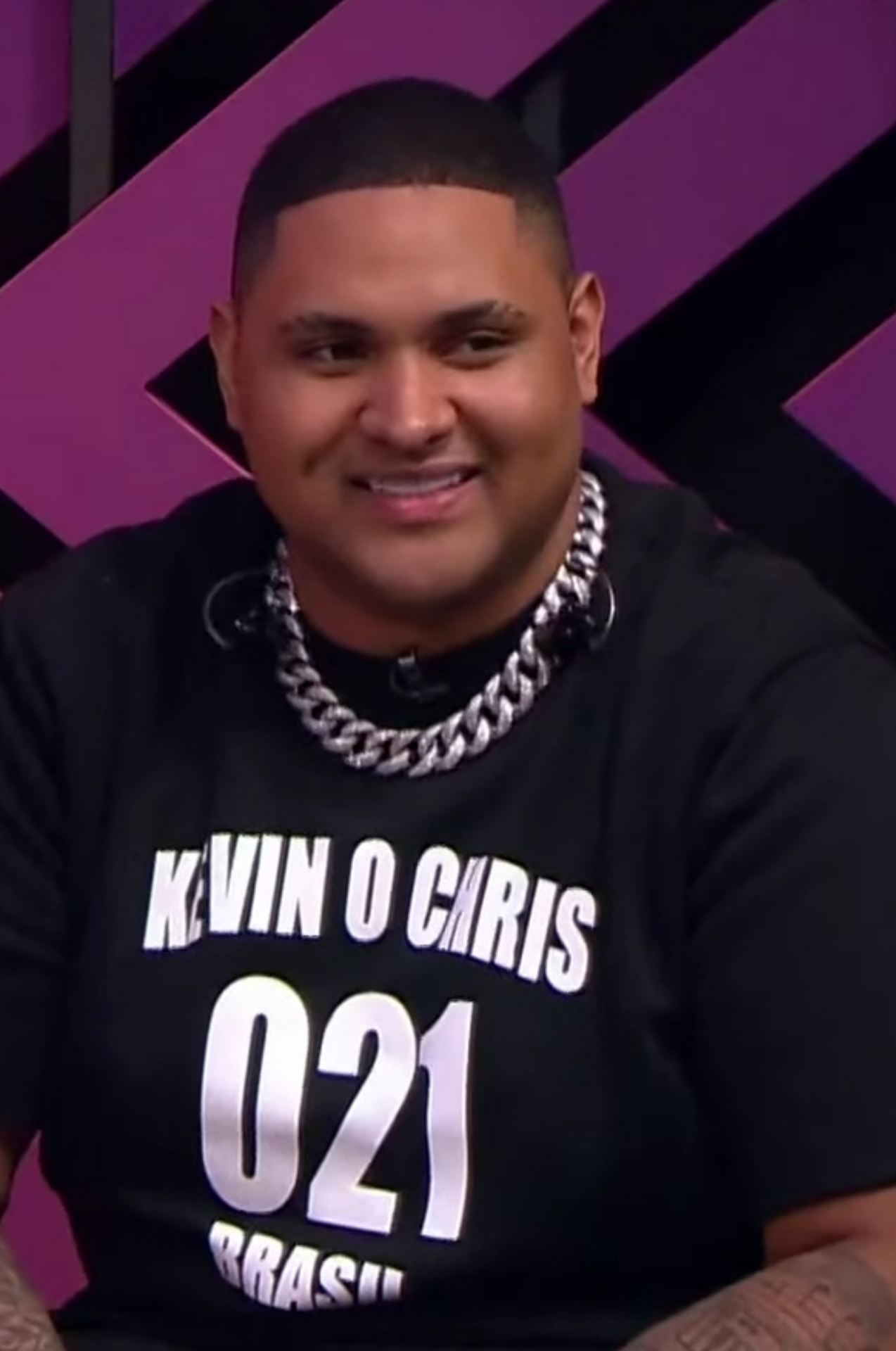
Kevin o Chris

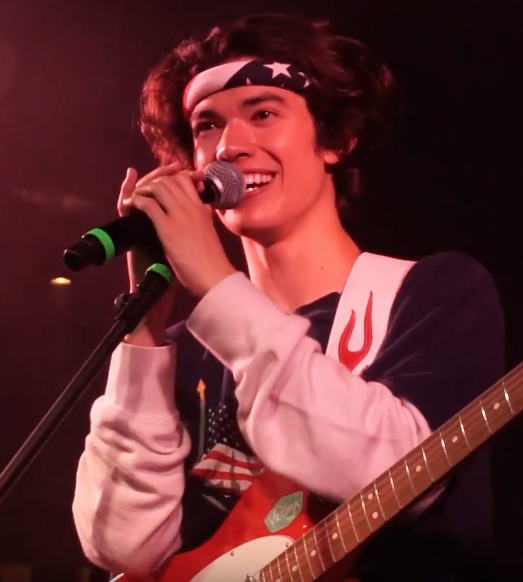
Conan Gray

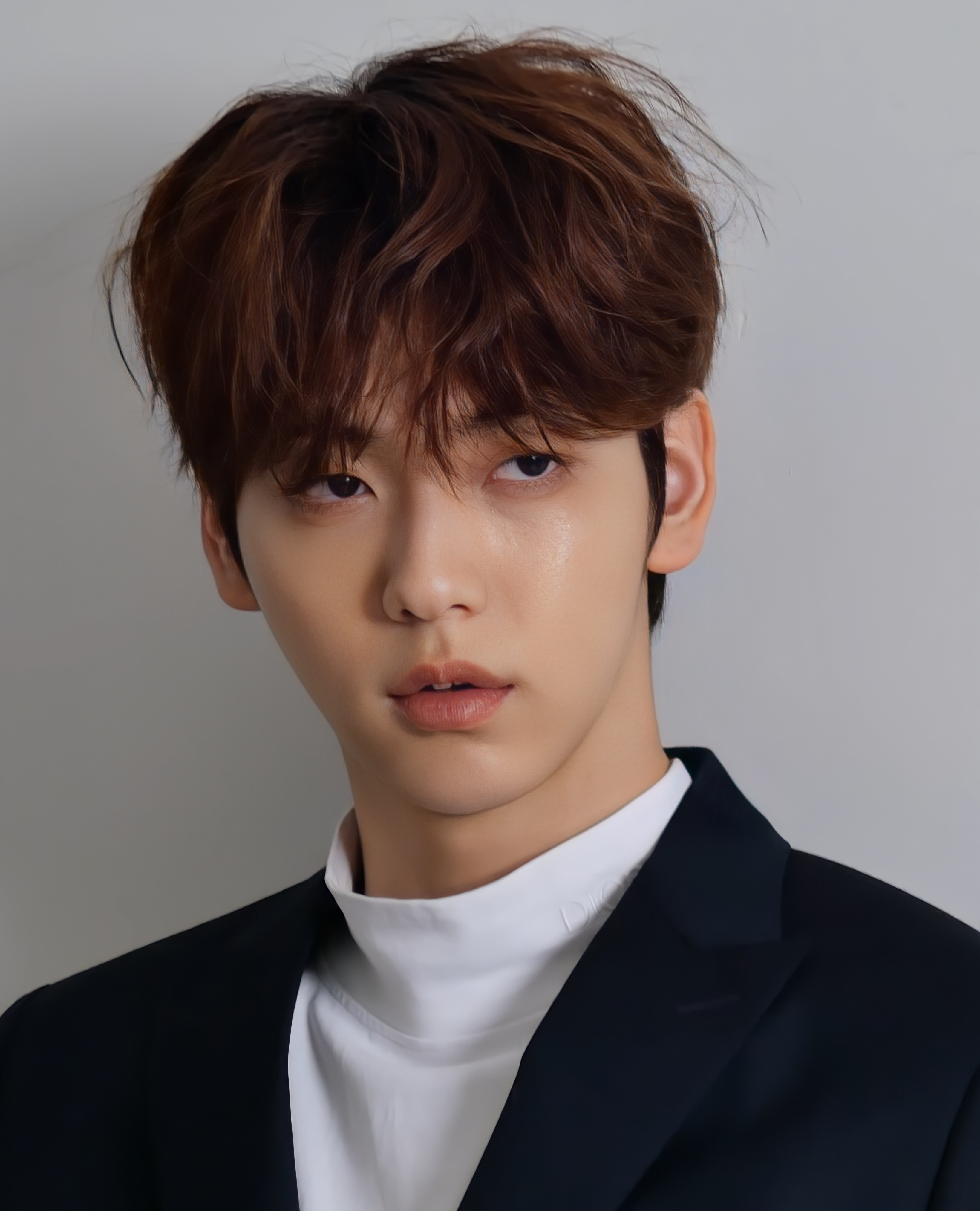
Soobin

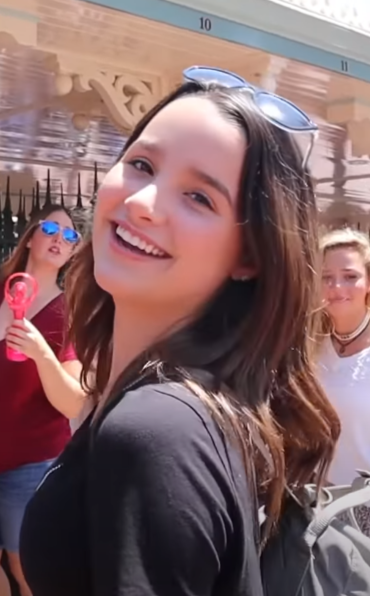
Jules LeBlanc

### Anteriores ao século XIX
- 1377 — Jianwen, imperador do Japão (m. 1402).
- 1389 — Zbigniew z Oleśnicy, cardeal polonês (m. 1455).
- 1443 — Papa Júlio II (m. 1513).
- 1493 — Nicolaus Clenardus, humanista e gramático flamengo (m. 1542).
- 1470 — Willibald Pirckheimer, advogado e escritor alemão (m. 1530).
- 1537 — Ashikaga Yoshiaki, xogum japonês (m. 1597).
- 1539 — Fausto Socino, teólogo italiano (m. 1604).
- 1547 — Ubbo Emmius, geógrafo e historiador holandês (m. 1625).
- 1687 — Francesco Geminiani, compositor e violinista italiano (m. 1762).
- 1782 — Martin Van Buren, político norte-americano (m. 1862).

### Século XIX
- 1802 — James Baird, empresário e filantropo britânico (m. 1862).
- 1804 — Inês de Hohenlohe-Langenburg, princesa hereditária de Löwenstein-Wertheim-Rosenberg (m. 1835).
- 1818 — Lourenço José Maria Boaventura, 3.º conde de Almada (m. 1874).
- 1820 — Afanasy Fet, poeta russo (m. 1892).
- 1827 — Henri d'Arbois de Jubainville, historiador e filólogo francês (m. 1910).
- 1830 — Christina Rossetti, poetista britânica (m. 1894).
- 1839 — George Armstrong Custer, militar norte-americano (m. 1876).
- 1849 — Rafael Reyes, político colombiano (m. 1921).
- 1863 — Paul Painlevé, matemático e político francês (m. 1933).
- 1868 — Arnold Sommerfeld, físico alemão (m. 1951).
- 1867
  - Józef Piłsudski, político e militar polonês (m. 1935).
  - Antti Aarne, folclorista finlandês (m. 1925).
- 1872 — Harry Nelson Pillsbury, enxadrista norte-americano (m. 1906).
- 1881 — René Cresté, ator e cineasta francês (m. 1922).
- 1885 — Louise Bryant, jornalista e escritora norte-americana (m. 1936).
- 1890 — Fritz Lang, realizador, argumentista e produtor cinematográfico austríaco (m. 1976).
- 1894 — Charles Robert Swart, político e advogado sul-africano (m. 1982).
- 1896 — Carl Ferdinand Cori, bioquímico norte-americano (m. 1984).
- 1897
  - Nunnally Johnson, cineasta, produtor e roteirista norte-americano (m. 1977).
  - Gershom Scholem, historiador e filósofo teuto-israelense (m. 1982).

### Século XX

#### 1901–1950
- 1901
  - Walt Disney, desenhista e empresário estado-unidense (m. 1966).
  - Werner Heisenberg, físico alemão (m. 1976).
- 1903
  - Cecil Frank Powell, físico britânico (m. 1969).
  - Johannes Heesters, ator e cantor neerlandês (m. 2011).
  - Cyril Jackson, astrônomo sul-africano (m. 1988).
- 1904 — Frans Mosman, esgrimista neerlandês (m. 1994).
- 1905 — Natalie Paley, modelo e atriz francesa (m. 1981).
- 1906 — Otto Preminger, diretor cinematográfico austríaco (m. 1986).
- 1907 — Lin Biao, político e militar chinês (m. 1971).
- 1908
  - Aracy de Carvalho, diplomata brasileira (m. 2011).
  - Louis Versyp, futebolista e treinador de futebol belga (m. 1988).
- 1910 — Abraham Polonsky, cineasta e roteirista norte-americano (m. 1999).
- 1911
  - Carlos Marighella, guerrilheiro e político brasileiro (m. 1969).
  - Wladyslaw Szpilman, pianista polaco (m. 2000).
- 1912 — Sonny Boy Williamson II, músico estado-unidense de blues (m. 1965).
- 1914 — Lina Bo Bardi, arquiteta ítalo-brasileira (m. 1992).
- 1916 — Hilary Koprowski, virologista e imunologista polonês (m. 2013).
- 1917 — Ken Downing, automobilista britânico (m. 2004).
- 1919
  - Blecaute, cantor e compositor brasileiro (m. 1983).
  - Hennes Weisweiler, futebolista e treinador de futebol alemão (m. 1983).
- 1921
  - Betty Meggers, arqueóloga estadunidense (m. 2012).
  - Marcial Ávalos, futebolista paraguaio (m. ?).
- 1923 — Norman Burton, ator norte-americano (m. 2003).
- 1925
  - Anastasio "Tachito" Somoza Debayle, político nicaraguense (m. 1980).
  - Alastair McCorquodale, velocista e jogador de críquete britânico (m. 2009).
- 1927
  - Bhumibol Adulyadej, rei tailandês (m. 2016).
  - Óscar Míguez, futebolista uruguaio (m. 2006).
  - Erich Probst, futebolista austríaco (m. 1988).
  - Zdravko Rajkov, futebolista e treinador de futebol sérvio (m. 2006).
- 1929 — Herbert Otis House, químico norte-americano (m. 2013).
- 1930
  - Larry Kert, ator, cantor e dançarino americano (m. 1991).
  - Roger Vonlanthen, futebolista e treinador de futebol suíço (m. 2020).
- 1931
  - Silvinho, cantor brasileiro (m. 2019).
  - Ladislav Novák, futebolista tcheco (m. 2011).
- 1932
  - Little Richard, músico estado-unidense (m. 2020).
  - Sheldon Lee Glashow, físico estado-unidense.
  - Jim Hurtubise, automobilista norte-americano (m. 1989).
  - Jacques Roubaud, escritor e matemático francês (m. 2024).
- 1933 — Adolph Caesar, ator norte-americano (m. 1986).
- 1934
  - Jeroen Krabbé, ator neerlandês.
  - Art Davis, músico norte-americano (m. 2007).
  - Julius Wess, físico austríaco (m. 2007).
- 1935 — Iúri Vlássov, halterofilista, escritor e político ucraniano (m. 2021).
- 1936 — Lewis Nkosi, escritor sul-africano (m. 2010).
- 1938 — JJ Cale, músico norte-americano (m. 2013).
- 1941 — Péter Balázs, político, diplomata e economista húngaro.
- 1943
  - Aleksandr Gavrilov, ex-patinador artístico russo.
  - Eva Joly, magistrada franco-norueguesa.
  - Nicolae Văcăroiu, político e economista romeno.
- 1944 — Renato da Cunha Valle, ex-futebolista brasileiro.
- 1945 — Moshe Katsav, político israelense.
- 1946
  - José Carreras, tenor espanhol.
  - Rodney Alexander, político norte-americano.
- 1947
  - Egberto Gismonti, compositor brasileiro.
  - Rick Wills, baixista britânico.
  - Yehoshua Feigenbaum, ex-futebolista e treinador de futebol israelense.
  - Bruce Golding, político jamaicano.
  - Valery Likhachov, ex-ciclista russo.
  - Jugderdemidiyn Gurragcha, astronauta e político mongol.
- 1949
  - Ângela Rô Rô, cantora e compositora brasileira.
  - Abdullah Senussi, militar sudanês.
- 1950
  - Oswaldo de Oliveira, treinador de futebol brasileiro.
  - Camarón de la Isla, cantor espanhol (m. 1992)

#### 1951–2000
- 1951 — Larry Zbyszko, ex-wrestler estadunidense.
- 1952 — João Alves, ex-futebolista e treinador de futebol português.
- 1954
  - Carlos Nascimento, jornalista brasileiro.
  - Alain Pierre, compositor, músico e arranjador brasileiro.
  - 1955 — Dumitru Găleșanu, escritor, poeta, filósofo, ilustrador e jurista romeno.
- 1956
  - Klaus Allofs, ex-futebolista alemão.
  - Leila Cordeiro, jornalista brasileira.
  - Rosalía Arteaga, política equatoriana.
  - Ferdi Taygan, ex-tenista norte-americano.
- 1957
  - Raquel Argandoña, ex-modelo, atriz e política chilena.
  - Marcelino Sánchez, ator porto-riquenho (m. 1986).
- 1958
  - Carlos Orlando Caballero, ex-futebolista hondurenho.
  - Dynamite Kid, lutador profissional britânico (m. 2018).
- 1960 — Günter Hermann, ex-futebolista alemão.
- 1962
  - Fred Rutten, ex-futebolista e treinador de futebol neerlandês.
  - Nivek Ogre, cantor, músico e ator canadense.
- 1964
  - Pablo Morales, ex-nadador estadunidense.
  - Martin Vinnicombe, ex-ciclista australiano.
- 1965
  - Johnny Rzeznik, músico estadunidense.
  - Wayne Smith, rapper e músico jamaicano (m. 2014).
- 1966
  - Rick Sollo, cantor e compositor brasileiro.
  - Niége Dias, ex-tenista brasileira.
  - Lee Seung-cheol, cantor sul-coreano.
  - Patrick Ouchène, cantor belga.
  - Carlton Palmer, ex-futebolista e treinador de futebol britânico.
  - Johan Renck, cineasta sueco.
- 1967
  - Bogdan Stelea, ex-futebolista romeno.
  - Juan Carlos Fresnadillo, roteirista e cineasta espanhol.
- 1968
  - José Luis Sierra, ex-futebolista e treinador de futebol chileno.
  - Margaret Cho, atriz, produtora e roteirista estadunidense.
  - Edmundo Méndez, ex-futebolista equatoriano.
- 1969
  - Ramón Ramírez, ex-futebolista mexicano.
  - Jean Elias, ex-futebolista brasileiro.
- 1970
  - Jordi Gené, automobilista espanhol.
  - Michel'le, cantora e compositora norte-americana.
  - Franck Azzopardi, ex-futebolista francês.
  - Elijah Litana, ex-futebolista zambiano.
  - Tim Hetherington, fotojornalista britânico (m. 2011).
  - Márcio Gomes, jornalista brasileiro.
  - Harutyun Vardanyan, ex-futebolista e treinador de futebol armênio.
- 1971 — Karl-Theodor zu Guttenberg, político alemão.
- 1972
  - Ovidiu Stîngă, ex-futebolista romeno.
  - Stéphane Barthe, ex-ciclista francês.
- 1973
  - Cecilia María de la Santa Faz, freira católica argentina (m. 2016).
  - Danielle Winits, modelo e atriz brasileira.
  - Arik Benado, ex-futebolista israelense.
  - Shalom Harlow, modelo e atriz canadense.
  - Cristina Bontaș, ex-ginasta romena.
  - Igor Flores, ex-ciclista espanhol.
- 1974 — Lisa Sheridan, atriz norte-americana (m. 2019).
- 1975
  - Aleksander Knavs, ex-futebolista esloveno.
  - Paula Patton, atriz estadunidense.
  - Taro Sekiguchi, motociclista japonês.
  - Felix Aboagye, ex-futebolista ganês.
  - Ronnie O'Sullivan, jogador de sinuca britânico.
- 1976
  - Rafinha Bastos, comediante e jornalista brasileiro.
  - Amy Acker, atriz estadunidense.
  - Athiel Mbaha, ex-futebolista namibiano.
- 1978
  - Marcelo Zalayeta, ex-futebolista uruguaio.
  - Peter Hlinka, ex-futebolista eslovaco.
- 1979
  - Matteo Ferrari, ex-futebolista ítalo-argelino.
  - Rustam Kasimdzhanov, enxadrista uzbeque.
  - Gareth McAuley, ex-futebolista britânico.
- 1980 — Fabrizio del Monte, automobilista italiano.
- 1981 — Adan Canto, ator e diretor mexicano (m. 2024).
- 1982
  - Ján Mucha, ex-futebolista eslovaco.
  - Fernanda Neves Beling, ex-jogadora de basquete brasileira.
  - Keri Hilson, cantora e compositora estadunidense.
  - Eddy Curry, ex-jogador de basquete norte-americano.
- 1983 — Foued Kadir, futebolista argelino.
- 1984
  - Shuhei Aoyama, motociclista japonês.
  - Oluwasegun Abiodun, ex-futebolista nigeriano.
  - Faouzi Chaouchi, ex-futebolista argelino.
  - Camille Abily, ex-futebolista francesa.
  - Cephas Chimedza, ex-futebolista zimbabuano.
  - Edward Zenteno, futebolista boliviano.
- 1985
  - Frankie Muniz, ator, músico e automobilista estadunidense.
  - André-Pierre Gignac, futebolista francês.
  - Mehdi Dehbi, ator belga.
- 1986
  - Caio Paduan, ator brasileiro.
  - James Hinchcliffe, automobilista canadense.
  - Javier Aramendia, ex-ciclista espanhol.
- 1988
  - Miralem Sulejmani, futebolista sérvio.
  - Joanna Rowsell Shand, ex-ciclista britânica.
  - Victor Sarro, comediante, roteirista, ator e apresentador de televisão brasileiro.
  - Ross Elliot Bagley, ator e comediante americano.
- 1989
  - Kwon Yuri, cantora, atriz, modelo e dançarina sul-coreana.
  - Pamela Jelimo, atleta queniana.
- 1990 — Ransford Osei, futebolista ganês.
- 1991
  - Omar Elabdellaoui, futebolista norueguês.
  - Jacopo Sala, futebolista italiano.
- 1993
  - Luciano Vietto, futebolista argentino.
  - Alex Junior Christian, futebolista haitiano.
  - Marcus Eriksson, jogador de basquete sueco.
  - Ross Barkley, futebolista britânico.
- 1994
  - Samir, futebolista brasileiro.
  - Ondrej Duda, futebolista eslovaco.
  - Guy Sagiv, ciclista israelense.
- 1995
  - Kaetlyn Osmond, patinadora artística canadense.
  - Anthony Martial, futebolista francês.
  - Timothy Castagne, futebolista belga,
  - Alexander Sørloth, futebolista norueguês.
- 1997
  - Kevin o Chris, cantor brasileiro.
  - Sophie Simnett, atriz britânica.
- 1998
  - Randal Kolo Muani, futebolista francês.
  - Conan Gray, cantor e compositor norte-americano.
- 2000 — Soobin, cantor sul-coreano.

### Século XXI
- 2001
  - Diego Velazquez, ator norte-americano.
  - Alessandro Michieletto, jogador de vôlei italiano.
- 2003 — Jaime Czarkowski, atleta de nado sincronizado norte-americana.
- 2004 — Jules LeBlanc, youtuber, cantora e atriz norte-americana.

## Mortes

### Anteriores ao século XIX
- 62 a.C. — Públio Cornélio Lêntulo Sura, cônsul romano (n. 114 a.C.).
- 0902 — Elesvita, rainha anglo-saxã
- 1108 — Geraldo de Braga, santo católico português (n. ?).
- 1244 — Joana, Condessa da Flandres (n. c. 1200).
- 1355 — João III de Brabante (n. 1300).
- 1501 — Catarina Pico della Mirandola, nobre italiana (n. 1454).
- 1560 — Francisco II de França (n. 1544).
- 1595 — James Stewart, Conde de Arran (n. ?).
- 1624 — Gaspard Bauhin, naturalista e médico suíço (n. 1560).
- 1776 — Elizabeth Percy, Duquesa de Northumberland (n. 1716).
- 1791 — Wolfgang Amadeus Mozart, compositor e músico austríaco (n. 1756).

### Século XIX
- 1870 — Alexandre Dumas, pai, escritor francês (n. 1802).
- 1891 — Pedro II do Brasil (n. 1825).

### Século XX
- 1907 — Charles Leickert, pintor belga (n. 1816).
- 1909 — Luiz Antonio da Silveira Tavora, artista plástico e jornalista brasileiro (n. 1840).
- 1913 — Salvador de Mendonça, diplomata e escritor brasileiro (n. 1841).
- 1926 — Claude Monet, pintor francês (n. 1840).
- 1930 — Raul Brandão, jornalista e escritor português (n. 1867).
- 1940 — Jan Kubelík, violinista e compositor tcheco (n. 1880).
- 1949 — Soeiro Pereira Gomes, escritor português (n. 1909).
- 1965 — Joseph Erlanger, fisiologista norte-americano (n. 1874).
- 1969 — Alice de Battenberg, princesa greco-dinamarquesa (n. 1885).
- 1979 — Lesley Selander, cineasta estadunidense (n. 1900).
- 1983 — Robert Aldrich, cineasta estadunidense (n. 1918).
- 1989 — Edoardo Amaldi, físico italiano (n. 1908).

### Século XXI
- 2002 — Ne Win, político birmanês (n. 1911).
- 2003 — Felix Kaspar, patinador artístico austríaco (n. 1915).
- 2006 — David Bronstein, enxadrista soviético (n. 1924).
- 2007 — Karlheinz Stockhausen, compositor alemão (n. 1928).
- 2008
  - Aleixo II de Moscou, patriarca ortodoxo russo (n. 1929).
  - Nina Foch, atriz neerlandesa (n. 1924).
- 2009
  - Manuel Prado y Colón de Carvajal, político e empresário espanhol (n. 1931).
  - Otto Graf Lambsdorff, político alemão (n. 1926).
  - Vimolchatra, princesa tailandesa (n. 1921).
- 2012 — Oscar Niemeyer, arquiteto brasileiro (n. 1907).
- 2013 — Nelson Mandela, político sul-africano (n. 1918).
- 2014 — Fabíola da Bélgica, esposa de Balduíno da Bélgica (n. 1928).
- 2015 — Marília Pêra, atriz e cantora brasileira (n. 1943).
- 2016 — Big Syke, rapper americano (n. 1968).
- 2020 — Sara Carreira, cantora portuguesa (n. 1999).
- 2021 — Bob Dole, político estadunidense (n. 1923).
- 2022 — Helena Xavier, atriz brasileira (n. 1930).

## Feriados e eventos cíclicos
- Dia Internacional do Voluntário, criado pela ONU, através de resolução da Assembleia-Geral.
- Dia Internacional LEO.

### Internacional
- Dia da Pátria na Tailândia - Feriado Nacional do País.
- Noite de São Nicolau nos Países Baixos.
- Dia do Pregão de São Nicolau, em Guimarães, integrado nas seculares Festas Nicolinas.

### Brasil
- Aniversário da cidade de Sertãozinho (São Paulo).
- Aniversário da cidade de Taubaté (São Paulo).
- Aniversário da cidade de Maceió (Alagoas).
- Dia Nacional do Médico de Família e Comunidade.

### Cristianismo
- Savas, o Santificado

## Outros calendários
- No calendário romano era o dia das nonas de dezembro.
- No calendário litúrgico tem a letra dominical C para o dia da semana.
- No calendário gregoriano a epacta do dia é xvi.